# Оксентюк, Иван Евтухович
Иван Евтухович Оксентю́к (укр. Іван Євтухович Оксентюк; род. 1930) — украинский советский архитектор.

## Биография
Родился в селе Головно (ныне Волынская область, Украина). После окончания в 1956 году инженерно-строительного факультета Львовского политехнического института, до 1960 работал инженером проектной организации «Укрзападуголь» в городе Сокаль Львовской области, затем главным архитектором Дрогобыча (1960—1968), заместителем главного архитектора Львовской области (1968—1973),
С 1973 руководил Львовским филиалом института «УкрНДІгіпросільгосп», с 1986 года — главный архитектор «Львовагропроект» (до 1990 года).
Внес значительный личный вклад в проектирование и осуществление в натуре проектов в с. Узловом Радеховского района Львовской области, а также в селах Отыневичи Жидачовского района, Задворье Бусского района, Пятничаны, Голобутов, Лысовичи, Яблоновка Стрыйского района Львовской области.
С 1972 по 1974 год — преподаватель на курсах повышения квалификации Львовского политехнического института.

## Награды и премии
- Государственная премия УССР имени Т. Г. Шевченко (1986) — за архитектуру села Узлового Радеховского района Львовской области (совместно с А. М. Шулярой, В. С. Марченко, В. П. Саратовским (архитекторами), Й. С. Парубочим (агрономом-озеленителем), В. М. Карплюком (строителем).